# London Sinfonietta
La London Sinfonietta è un'orchestra di musica da camera di Londra, specializzata nell'esecuzione di musica contemporanea. Essa è stata fondata da Nicholas Snowman e David Atherton nel 1968.
La London Sinfonietta ha commissionato diverse opere a musicisti contemporanei come Magnus Lindberg, Thomas Adès, Steve Reich e Sir Harrison Birtwistle. Nel 1969 ha eseguito la prima mondiale di The Whale di John Tavener. Fra le sue esecuzioni figurano anche composizioni di Iannis Xenakis, Henryk Górecki, Luciano Berio, Tansy Davies, Dai Fujikura, Jonny Greenwood, Django Bates, Kenneth Hesketh e Mark-Anthony Turnage.

## Direttori
- David Atherton (1968 à 1973)
- Michael Vyner (1973-1989)
- Paul Crossley (1988-1994)
- Markus Stenz (1994-1998)
- Gillian Moore (1998-2006)
- Andrew Burke (2007-oggi)